# 10cc (musikalbum)
10cc är musikgruppen 10ccs självbetitlade debutalbum. Det lanserades i juli 1973 på Jonathan Kings bolag UK Records. Alla fyra medlemmar i gruppen sjunger på skivan. Albumet genererade tre stycken hitsinglar i Storbritannien, varav "Donna" släpptes som första singel och nådde #2 på Englandslistan. "Rubber Bullets" följde och nådde första plats, den blev även en undergroundhit i USA där den nådde #73 på Billboard Hot 100. Singeln "The Dean and I" nådde #10. Flera av låtarna har parodiska och/eller sarkastiska undertoner, till exempel "Johnny Don't Do It", en parodi på låtar i stil med "Leader of the Pack" med The Shangri-Las. Även den låten släpptes som singel men blev inte framgångsrik som sådan. "Fresh Air for My Mama", hade tidigare spelats in under titeln "You Didn't Like It Because You Didn't Think Of It" då gruppen gick under namnet Hotlegs.

## Låtlista
(kompositör inom parentes)
Sida 1:
1. "Johnny, Don't Do It" (Kevin Godley, Lol Creme, Graham Gouldman) - 3:36
2. "Sand in My Face" (Kevin Godley, Lol Creme, Graham Gouldman) - 3:36
3. "Donna" (Godley, Creme) - 2:53
4. "The Dean and I" (Godley, Creme) - 3:03
5. "Headline Hustler" (Gouldman, Eric Stewart) - 3:31

Sida 2:
1. "Speed Kills" (Stewart, Godley, Creme, Gouldman) - 3:47
2. "Rubber Bullets" (Godley, Creme, Gouldman) - 5:15
3. "The Hospital Song" (Godley, Creme) - 2:41
4. "Ships Don't Disappear in the Night (Do They?)" (Gouldman, Stewart) - 3:04
5. "Fresh Air for My Mama" (Godley, Creme, Stewart) - 3:04

## Listplaceringar
- UK Albums Chart, Storbritannien: #36[1]